# Kalesija (kommun)
Kalesija är en kommun i Bosnien och Hercegovina.   Den ligger i kantonen Tuzlanski Kanton och entiteten Federationen Bosnien och Hercegovina, i den östra delen av landet, 80 km nordost om huvudstaden Sarajevo.